# عبد الله الحسين
عبد الله الحسين هو دراج مغربي من مواليد 1935، شارك في أولمبياد 1960.

## روابط خارجية
- عبد الله الحسين على موقع إحصائيات الدراجات الإحترافية (الإنجليزية)
- عبد الله الحسين على موقع أوليمبيديا (الإنجليزية)